# The Game (pjesma)
"The Game" je pjesma britanskog power metal sastava DragonForce. Pjesmu je objavio Metal Blade kao drugi singl sa šestog studijskog albuma sastava Maximum Overload. Pjesma miješa originalne zvukove power metala sastava s agresivnim vokalima vokalista sastava Trivium Matta Heafyja. S 240 otkucaja po sekundi, najbrža je pjesma sastava.

## Glazbeni video
Glazbeni video počinje s čovjekom kako izlazi iz doma po noći te se kasnije svađa sa ženom oko toga. Posvađaju se, nakon čega čovjek ode. Kasnije osjeti krivnju te se vraća kući kako bi zatekao poruku na futurističkom televizoru u kojoj piše da je otišla te kako zaslužuje bolje od njega. Kada ga sin ugleda, zagrle se. Žena ih vidi te se glatko nasmije.